# Thomas W. Kendall
Pour les articles homonymes, voir Kendall.
Thomas W. Kendall, né le 13 décembre 1778 à North Thoresby et mort le 6 août 1832 à Kiama (Nouvelle-Galles du Sud), est un missionnaire britannique.

## Biographie
D'abord instituteur, il décide de devenir missionnaire en 1809 et gagne en 1814 la Nouvelle-Zélande où il s'établit à Rangihoua (en). Il y va durant des années les us et coutumes dont l'anthropophagie des Maoris.
En 1820, il emmène à Londres le chef maori Hongi Hika avec qui il élabore un dictionnaire maori,. En 1725, il part au Chili puis en Australie où il finit sa vie.
Il est le grand-père du poète Henry Kendall.
Il meurt en baie de Jervis face à Kiama lors du naufrage du Brisbane qu'il avait fait construire.
Jules Verne le mentionne dans son roman Les Enfants du capitaine Grant (partie 3, chapitre VI) à propos de l'anthropophagie.

## Publications
- 1814 : Journal of a voyage from Port Jackson
- 1815 : A korao no New Zealand (en); or, the New Zealander's first book